# Vann Peak
Der Vann Peak ist ein kleiner, markanter und 2140 m hoher Berggipfel aus blankem Fels im westantarktischen Marie-Byrd-Land. In den Horlick Mountains ist er der mittlere und dominanteste dreier Gipfel am westlichen Ende der Ohio Range. 
Das Gebiet wurde im Rahmen des United States Antarctic Program im Dezember 1958 geodätisch vermessen. Das Advisory Committee on Antarctic Names benannte den Berggipfel 1962 nach dem Photogrammetristen Charlie E. Vann (1921–1998) vom United States Geological Survey.